# ジョアル
ジョアル・ファディユ（Joal-Fadiouth）は、セネガル共和国ティエス州ンブール県の町。ダカールから南東114kmに位置する。
セレール族が多く、総人口は約35,000人。うちジョアルには27,000人、ファディユには8,000人が居住する。
シネ川の河口部でジョアルは北西岸にあり、ファディユは木橋を挟んだ島である。ファディユ村には自動車輸送はない。まず大きな教会がある島がありその先にイスラム教徒居住区と墓地がある。
産業は、漁業・農業・観光業。

## 出身者
セネガル共和国初代大統領レオポルド・セダール・サンゴールは、ジョアルで生まれた。